# Каталог Мессьє

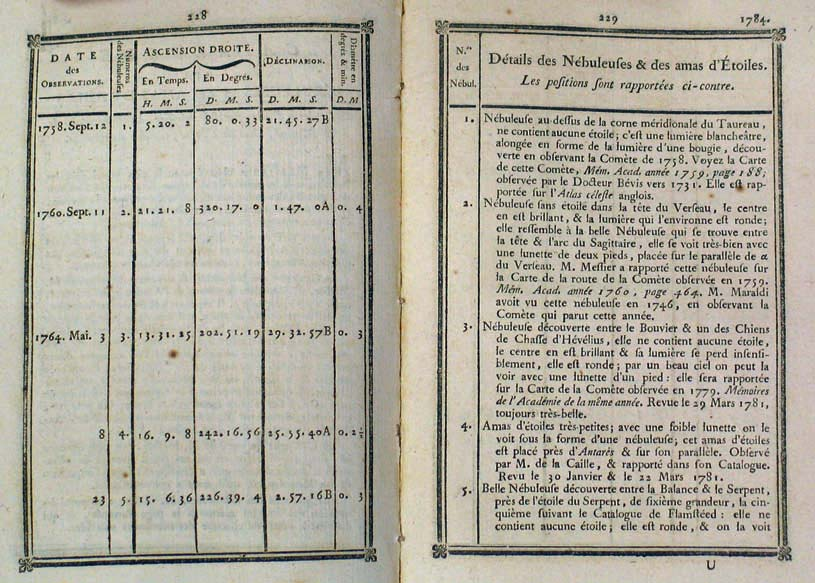
Перша сторінка третього видання каталогу Мессьє

Катало́г Мессьє́ або Каталог Месьє — список зі 110 астрономічних об'єктів, складений французьким астрономом Шарлем Мессьє і вперше виданий 1774 року. Мессьє був мисливцем за кометами й поставив за мету скласти каталог нерухомих туманностей і зоряних скупчень, які можна було сплутати з кометами. Таким чином, до каталогу потрапили різноманітні астрономічні об'єкти: галактики, кулясті скупчення, емісійні туманності, розсіяні скупчення, планетарні туманності. Поняття про більшість перелічених об'єктів у часи Мессьє не існувало.
Перше видання містило об'єкти M1 — M45. Каталог у теперішньому вигляді створено 1781 року й опубліковано 1784. Для багатьох об'єктів наданий Шарлем Мессьє номер дотепер залишається основною назвою.
Оскільки Мессьє мешкав у Франції, у північній півкулі, у його каталог включено лише об'єкти, північніші від 35° південної широти. Такі помітні утворення, як Магелланові Хмари, залишилися за межами списку.

## Створення каталогу

### М1іМ2
У серпні 1758 року, спостерігаючи комету C/1758 K1, відкриту де ла Ню, Мессьє виявив туманність, яку спочатку вважав кометою. Однак через відсутність  власного руху, стало зрозуміло, що відкритий об'єкт кометою не є.
Пізніше, 1801 року, Мессьє згадував:
|  | Мене змусила створити цей каталог туманність у Тельці, яку я виявив 12 вересня 1758, спостерігаючи комету цього року. Форма і яскравість туманності виявилися так схожими на кометні, що я поставив собі завдання знайти інші, подібні до неї, щоб астрономи не могли сплутати їх з кометами. Я продовжив спостереження з використанням телескопів, придатних для відкриття комет, яке займало мій розум, коли я складав цей каталог. |

Виявлений Мессьє 12 вересня 1758 року об'єкт, який він включив до переліку під номером 1, поклав початок складанню каталогу. Мессьє не був першовідкривачем цього об'єкта, що являє собою залишки наднової, яка вибухнула, згідно із записами арабських і китайських астрономів, 4 липня 1054 року: вперше його спостерігав 1731 року Джон Бевіс.
Наступний об'єкт, М2, було внесено до каталогу лише через два роки, 11 вересня 1760. Мессьє також не був першовідкривачем цього об'єкту: раніше, 11 вересня 1746, його вже спостерігав Жан Домінік Маральді.

### М3—М40
У травні 1764 року Мессьє став до систематичного пошуку нових об'єктів, схожих на комети. Він почав зі звернення до праць інших астрономів (зокрема, Гевелія, Гюйгенса, Дерема, Галлея, де Шезо, Лакайля і ле Жентіля), виписавши звідти відомості про виявлені ними туманні об'єкти. Далі Мессьє взявся до перевірки цих спостережень, виміру положень старих і пошуку нових подібних об'єктів — і зробив це дуже швидко: каталог збільшився з 2 до 40 об'єктів усього за пів року, при цьому він містив 19 об'єктів, які були описані вперше.

### М41—М45
На початку 1765 року Мессьє вніс до свого переліку об'єкт М41 — розсіяне зоряне скупчення у сузір'ї Великого Пса. За цим була довга перерва в спостереженнях — Мессьє подорожував узбережжям Нідерландів, відкривав нові комети, але не заносив нових об'єктів у свій перелік, імовірно, розмірковуючи про перспективи його публікації. У березні 1769 Мессьє вніс у каталог чотири добре відомі астрономам об'єкти: (Туманність Оріона — М42, М43, скупчення Ясла — М44 і скупчення Плеяди або М45) — імовірно, щоб його каталог був більший, ніж каталог, складений Лакайлем, оскільки ці об'єкти були зовсім не схожі на комети.
Рукопис першого видання каталогу завершено 16 лютого 1771 року і видрукувано того самого року. Цікаво відзначити, що Мессьє в передмові до цього видання поставив собі вже іншу, амбітнішу мету: описати всі туманності, видимі в телескоп, а не лише ті, що схожі на комети. Попри це, Мессьє не включив у каталог деякі давно відомі туманні об'єкти, які не можна було сплутати з кометами (наприклад, подвійне скупчення h і χ Персея) — тим більше, що набрати «кругле» число 50 об'єктів таким способом все одно було неможливо.

### М46—М52
19 лютого 1771 року, через три дні після завершення рукопису першого видання каталогу, Мессьє відкрив ще 4 об'єкти. Об'єкти М46, М47 і М48 являли собою розсіяні зоряні скупчення, а четвертий об'єкт, М49, мав іншу природу: пізніше з'ясовано, що це галактика, яка належить до скупчення Діви.
6 червня 1771 Мессьє відкрив ще один об'єкт, положення якого на небі було виміряне набагато пізніше (його внесено до каталогу під номером 62). 50-й об'єкт занесено в каталог 5 квітня 1772го — його раніше вже спостерігав Кассіні, і Мессьє, який був знайомий з його записами, шукав його з 1764 року.
10 серпня 1773 року Мессьє відкрив супутник галактики Андромеди, однак з невідомої причини не включив цей об'єкт до свого каталогу; повідомлення про це відкриття опубліковано лише 1798 року, а каталоговий номер М110 цей об'єкт отримав лише в XX столітті.
1773 року Мессьє відкрив об'єкт М51, пізніше П'єр Мешан виявив, що цей об'єкт складається з двох туманностей. Нарешті, 1774 року відкрито розсіяне скупчення М52, після чого Мессьє на деякий час облишив пошук туманних об'єктів.

### М53—М70
У лютому 1777 року Мессьє відкрив об'єкти М53 і М54, а 24 липня наступного року у каталог внесено М55, який Мессьє вже намагався виявити раніше, слідуючи опису Лакайля, який відкрив цей об'єкт.
Об'єкт М56 відкрито в січні 1779 року, коли Мессьє спостерігав комету, відкриту Боде. Шлях цієї комети виявився досить багатим на туманні об'єкти: поблизу неї були виявлені об'єкти, які Мессьє вніс у каталог під номерами М57 (відкритий Антуаном Дарко де Пелепуа), М59 і М60 (Кохлер Іоган Готфрід), а також М61 (Оріані Барнаба). Сам Мессьє відкрив М58.
У червні 1779 року у каталог включено перший об'єкт, відкритий Мешеном: М63. У березні-квітні 1780 Мессьє відкрив ще 5 об'єктів (М64 — М68). Значно збільшений, у порівнянні з першим виданням, обсяг каталогу спонукав його опублікувати друге видання. Разом з додатком, що містив 2 об'єкти, відкриті Мессьє 31 серпня 1780 року, у каталозі було описано 70 об'єктів.

### М71—М103
Із другим виданням каталогу його наповнення не зупинилося. Усього за рік до нього було додано 32 нових об'єкти, з яких 5 відкрив сам Мессьє (М73, М84, М86, М87, М93), а решта  — Мешан (Мессьє здійснював перевірку цих спостережень і вимірювання положення об'єктів).
Мессьє припускав, що в третьому виданні каталогу буде описано 100 об'єктів, але на час подання рукопису до друку Мешен устиг відкрити й описати об'єкти аж до М103. Ще два об'єкти, які пізніше отримали позначенням М108 і М109 згадувалися в примітці до опису М97. Третє видання каталогу вийшло з друку навесні 1781 року.

### Завершення роботи над каталогом
11 травня 1781 року в рукописній замітці Мессьє описав відкритий Мешеном об'єкт, якому він надав номер М104. Пізніше Мешеном було відкрито об'єкти М106 і М107.
Незважаючи на наявність нових відкриттів, Мессьє припинив роботу над каталогом. Для цього було кілька причин: по-перше, 6 листопада 1781 року з Мессьє стався нещасний випадок, після якого він тривалий час відновлювався, по-друге, у 1780-х роках до пошуку туманних об'єктів узявся англійський астроном Вільям Гершель. Використовуючи набагато досконалішу апаратуру, ніж Мессьє, він за 20 років відкрив понад 2500 таких об'єктів. Мессьє писав з цього приводу
 :
|  | Слідом за мною, знаменитий Гершель опублікував каталог 2000 туманностей, які він спостерігав. Дослідження неба його способом, з використанням інструменту з великою апертурою, неефективно для пошуку комет. Моя мета, таким чином, відрізняється від його: мені потрібно знайти лише туманності, які видно в телескоп з фокусною відстанню 60 см. Тим часом, я спостерігав і інші подібні об'єкти. Я опублікую інформацію про них у майбутньому, розташувавши їх за прямим піднесенням, щоб їх було легше знайти, і щоб інші шукачі комет не відчували невизначеності. |

Однак нових видань каталогу більше не було.

### Посмертне доповнення каталогу Мессьє
Хоча в останньому прижиттєвому виданні каталогу Мессьє містилося 103 об'єкти, сьогодні в нього входить 110 об'єктів. Це пов'язано з тим, що у XX столітті каталог доповнювався: у нього вносили об'єкти, які Мессьє спостерігав, але сам у каталог не включив.
Інформація про чотири об'єкти М104 — М107 містилася в нотатках на берегах копії третього видання каталогу, що належала Мессьє, яку виявив і викупив 1924 року Каміль Фламмаріон. Вони також згадувалися в листі Мешана до Бернуллі, опублікованому в Берлінському астрономічному альманасі за 1786. Включити ці об'єкти в каталог запропонувала Гелен Соєр Гоґґ, що виявила передрук цього листа.
Об'єкти М108 і М109 згадувалися в примітці до опису об'єкта М97. У каталог їх запропонував включити Оуен Джінджеріч 1953 року.
Останній об'єкт, М110, другий супутник Галактики Андромеди, включив у список Кеннет Глін Джонс, на тій підставі, що Мессьє спостерігав цю галактику ще 1773 року (журнал з цими спостереженнями опубліковано лише 1798 року; сам Мессьє не вважав за потрібне включати цей об'єкт у каталог).

## «Відсутні» об'єкти Мессьє
Попри високу якість каталогу Мессьє в цілому, засновану на точних вимірах положень кожного об'єкта, що нерідко здійснювалися неодноразово, до деяких записів каталогу не можна знайти відповідний об'єкт на небосхилі. Таких записів у каталозі чотири; для трьох із них з високим ступенем достовірності визначено об'єкт, якій справді спостерігав Мессьє, але який розташований в іншому місці, ніж зазначено в каталозі.

### М47
Мессьє описує цей об'єкт як «зоряне скупчення без туманності», що має пряме піднесення 7h 44m 16s та схилення +14° 50’ 8". Однак у цьому місці які-небудь зоряні скупчення відсутні. 1934 року Освальд Томас припустив, а 1959 року Т. Ф. Морріс довів, що помилка в каталозі викликана помилкою в знаку, яку зробив Мессьє під час обчислення положення цього об'єкта. Об'єкту відповідають два записи в каталозі NGC: NGC 2478 (помилкове місце розташування) і NGC 2422 (правильне місце розташування).

### М48
Мессьє описує цей об'єкт як «скупчення дуже слабких зір без туманності», що має пряме піднесення 8h 2m 24s та схилення +1° 16’ 42". Як показали Освальд Томас і Т. Ф. Моріс, насправді об'єкт, що спостерігав Мессьє, розташований на 5° на північ. Нині з ним зіставляється NGC 2548.

### М91
Мессьє описує цей об'єкт як «туманність без зір у сузір'ї Діви», що має пряме піднесення 12h 26m 28s та схилення −14° 57’ 6". На цій ділянці неба є багато слабких галактик зі скупчення Діви, але жодна з них не має достатньої яскравості. Оуен Джінджеріч припустив, що Мессьє міг повторно спостерігати об'єкт М58 і помилитися в обчисленні його місця розташування. Однак 1969 року У. Ч. Вільямс довів, що помилка Мессьє полягала в тому, що, вибравши як точку відліку для вимірювань галактику М89, він переплутав її з М58, і з об'єктом М91 слід зіставити запис у каталозі NGC 4548.

### М102
Мессьє описує цей об'єкт як «дуже слабку туманність між зорями ο Волопаса і ι Дракона, поруч із якою перебуває зоря 6-ї величини». Питання про те, чи стосується цей запис якого-небудь реального об'єкта, суперечливе. Американські публікації вважають цей об'єкт відсутнім, проте більшість європейських джерел ототожнює його з галактикою NGC 5866.
Причини суперечки полягають у розбіжностях між різними джерелами інформації про об'єкт. Мешен спочатку повідомив про спостереження об'єкта, а пізніше в листі до Бернуллі, опублікованому в Берлінському астрономічному альманасі за 1786, пояснив, що об'єкт М102 є лише повторним спостереженням об'єкта М101.

## Об'єкти Мессьє
Якщо виходити з сучасної астрономічної класифікації, каталог Мессьє містить:
- 6 галактичних туманностей;
- 28 розсіяних зоряних скупчень;
- 4 планетарні туманності;
- 29 кулястих скупчень;
- 40 галактик;
- 3 інші об'єкти.

Найяскравішим об'єктом Мессьє є Плеяди (М45, видима зоряна величина 1,2m), найтьмянішими — M76 , М91 і М98 (зоряна величина 10,1m ). Найбільший кутовий розмір має Галактика Андромеди (М31, 4° × 1°), найбільший лінійний — галактика М101 (діаметр 184 000 світлових років). Найменший кутовий розмір мають подвійна зоря М40 (49") та об'єкти М73 і М76 (1’), найменший лінійний розмір — у планетарної туманності М76 (0,7 світлових років).
69 об'єктів Мессьє належать нашій Галактиці: найближчий з них — Плеяди (430 світлових років), найвіддаленіший — кулясте скупчення М75 (78 000 світлових років). 41 об'єкт має позагалактичну природу: 40 із цих об'єктів є галактиками, а один являє собою позагалактичне кулясте скупчення (М54). Найвіддаленішим об'єктом є галактика М109, що перебуває на відстані 67,5 мільйонів світлових років.

### Галактичні туманності
Із семи галактичних туманностей, що входять у каталог Мессьє[джерело?], одна являє собою залишок наднової, яка вибухнула 1054 року, а п'ять являють собою хмари іонізованого водню, що перебувають в областях зореутворення. Одна туманність (М78) являє собою газопилову хмару, яка не випромінює світла самостійно, а висвітлюється за допомогою зір, розташованих поблизу.

### Розсіяні зоряні скупчення
Розсіяні зоряні скупчення являють собою результат порівняно недавнього процесу зореутворення: зорі, що входять у них, сформувалися здебільшого майже одночасно (в астрономічному масштабі часу), в одній газовій хмарі.
На першому етапі свого існування зорі скупчення сховані в газопиловій хмарі, яка, попри це, сама стає видимою завдяки іонізації водню, що перебуває в ній, ультрафіолетовим випромінюванням цих зір. Тому емісійні туманності каталогу Мессьє одночасно є й розсіяними зоряними скупченнями (М17, М42).
Найгарячіші й найяскравіші зорі (спектральних класів O і B) стають видимими першими (М8, М16). Наявність таких зір указує на молодість скупчення, оскільки вони досить швидко (за кілька мільйонів років) завершують свою еволюцію вибухом наднової. Молодими скупченнями є, наприклад, М36 і М37. Менш масивні зорі завершують еволюцію, перетворюючись на червоних гігантів. Наявність таких зір указує на більший вік скупчення: червоні гіганти є, наприклад, у скупченнях М37, М50 і М103. Найстарішим скупченням з каталогу Мессьє є скупчення М67, вік якого становить 3,7 мільярда років. Звичайно зоряні скупчення розпадаються значно раніше, проте М67 перебуває в ділянці Галактики, де мало інших об'єктів, тому може існувати так довго.
Розсіяні зоряні скупчення здкбільшого перебувають у площині галактики, в її галактичних рукавах: так, Плеяди та інші близькі до нас скупчення належать до Рукава Оріона, скупчення М8, М11 і М16 — до Рукава Стрільця, М103 — до Рукава Персея.

### Планетарні туманності
Планетарні туманності утворюються при скиданні зовнішніх шарів (оболонок) червоних гігантів і надгігантів з масою 2,5—8 сонячних на завершальній стадії їхньої еволюції. Планетарна туманність — швидкоплинне (за астрономічними мірками) явище, що триває всього кілька десятків тисяч років.
Каталог Мессьє містить 4 планетарні туманності:

### Кулясті скупчення
На відміну від розсіяних, кулясті скупчення містять достатньо зір, щоб бути динамічно стабільними утвореннями. Здебільшого вони мають правильну кулясту форму, причому концентрація зірок збільшується до центру скупчення.
Найближчі кулясті скупчення перебувають на відстані декількох тисяч світлових років. Далекі (спостерігаються в напрямку галактичного центру) віддалені від нас на відстань понад 70 000 світлових років. Одне з кулястих скупчень каталогу Мессьє, M54, є позагалактичних об'єктом: воно належить до карликової еліптичної галактиці Стрільця (SagDEG). Це перше з відкритих позагалактичних кулястих скупчень.
Розміри кулястих скупчень можуть значно відрізнятися. Найменші містять до 100 000 зір, а їхня загальна маса становить близько 40 000 мас Сонця (М71). Найбільші містять кілька мільйонів зірок, а їхня маса перевищує 1,5 мільйона сонячних (М19, М54).
Щільність зір у центрі кулястих скупчень звичайно досить велика (від 10 до 1000 зір на кубічний світловий рік), середня відстань між зорями там становить 0,1—0,5 світлових років, в окремих випадках на просторі в один кубічний світловий рік можуть перебувати до 100 000 зір. З об'єктів Мессьє найбільша концентрація спостерігається в M2, найменша — в об'єктів M55 і M71.
Вік галактичних кулястих скупчень становить від 10 до 13 мільярдів років, тому в них представлені в основному старі зорі. Однак у деяких кулястих скупченнях трапляються зорі класів O і B (імовірно, що утворилися внаслідок злиття подвійних зір), а також пульсари (наприклад, у M62 їх 6; також пульсари є в скупченнях M13, M28 і M53).

### Галактики
Галактики являють собою гравітаційно пов'язані системи, що складаються з мільярдів зір та інших об'єктів і перебувають на значній відстані.
Усього каталог Мессьє містить 40 галактик, як з нашої Місцевої групи (наприклад, Галактику Андромеди або M31 і Галактику Трикутника або M33), так і з віддалених скупчень галактик. Наприклад, у каталозі Мессьє 15 галактик зі скупчення Діви. Найближчою з включених у каталог є Галактика Андромеди, найвіддаленішою — галактика M109, що перебуває на відстані 67,5 мільйонів світлових років.
Розміри галактик коливаються в досить широких межах: так, карликові галактики (наприклад, M32, супутник Галактики Андромеди) можуть мати діаметр усього лише кілька тисяч світлових років; найбільші ж галактики мають значно більший діаметр (M101 — 185 000 світлових років, майже вдвічі більша від нашої Галактики).
Наймасивнішою галактикою з каталогу Мессьє є галактика M87 (2,7 трильйона мас Сонця), найменш масивною — галактика M32 (3 мільярди мас Сонця).

### Інші об'єкти

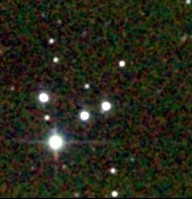
М73

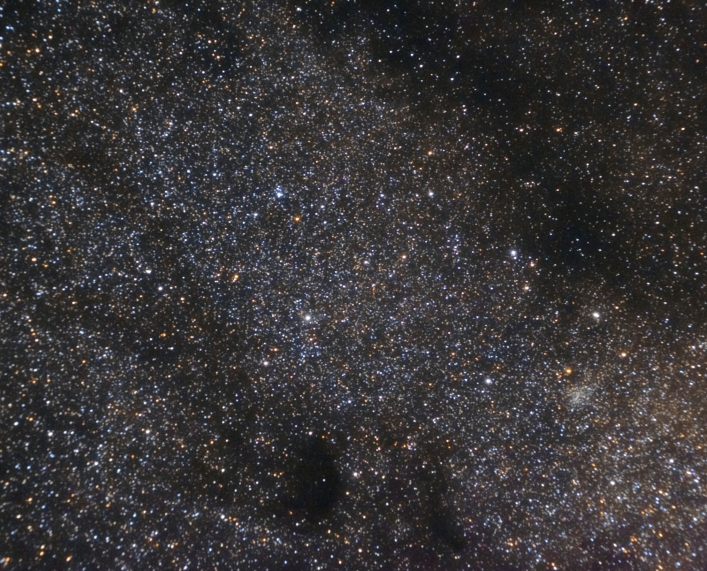
М24

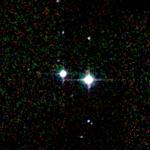
М40

Три об'єкти каталогу Мессьє не належать до жодної з перелічених категорій. Перший з них — оптична пара зір M40. Це не фізично подвійна зоря, а дві не пов'язані між собою зорі: перша перебуває на відстані 490 світлових років, друга — на відстані 1860 світлових років.
М73 також є оптичним накладенням 4 зір, що перебувають на відстані від 900 до 2600 світлових років.
Нарешті, M24 являє собою не зоряне скупчення, а «вікно» в хмарах міжзоряного пилу, через яке видно віддалений спіральний рукав нашої Галактики.

## Спостереження об'єктів Мессьє
Усі 110 об'єктів Мессьє можна побачити, навіть маючи найпростіше астрономічне обладнання: навіть недосвідчений спостерігач може зробити це за допомогою 10-сантиметрового телескопа, а за гарних умов спостереження всі об'єкти (за винятком М91) видно навіть у бінокль 10 × 50.
На спостереження має сильний вплив світлове забруднення: багато об'єктів Мессьє добре видно лише на тлі темного неба, і тому вони мало доступні спостерігачам, які мешкають у містах.
Об'єкти Мессьє доступні для спостереження здебільшого астрономам північної півкулі. Деякі об'єкти видно лише в широтах нижче 55° (зокрема, М7).

### Марафон Мессьє
При певних навичках і везінні всі об'єкти Мессьє можна спостерігати протягом однієї ночі. Цей процес отримав назву «Марафон Мессьє».
Усі 110 об'єктів Мессьє видно лише з місць, що розташованих між 10° та 35° північної широти, тому повний марафон може бути здійснений на Землі не всюди. Крім того, всі об'єкти доступні для спостереження тільки двічі на рік: у березні та жовтні, в останній день молодика.
Для виконання марафону можна скористатися будь-яким інструментом, проте забороняється застосовувати системи автоматичного наведення на об'єкт; також не зараховуються спостереження об'єктів неозброєним оком або в телескоп-гід.
Першими у світі повний марафон Мессьє завершили Джеррі Раттл (Аризона) і Рік Галл (Каліфорнія) — другий на годину пізніше, ніж перший. Від середини 1980-х років повний марафон Мессьє здійснили понад 12 американських астрономів-аматорів. З європейських астрономів повний марафон виконали лише Петра Салігер і Герна Стенц, які виконували спостереження на острові Тенерифе.